# Tymczasowy Rząd Podkarpackiej Rusi

Flaga Rusinów.

Tymczasowy Rząd Republiki Rusi Podkarpackiej (ukr. Тимчасовий уряд Підкарпатської Руси) – rusiński samozwańczy rząd utworzony w Użhorodzie w obwodzie zakarpackim Ukrainy, funkcjonujący od 30 maja 1993 do sierpnia 1994.

## Historia
Utworzenie Tymczasowego Rządu Rusinów Podkarpackich było reakcją na nie wywiązania się przez władze ukraińskie z referendum z 1 grudnia 1991, podczas którego ponad 78% mieszkańców Zakarpacia głosowała za autonomią w obrębie Ukrainy.
Od roku 1991 po rozpadzie ZSRR Rusini z Zakarpacia rozpoczęli starania o odzyskanie historycznych praw oraz odbudowy państwowości Podkarpackiej Rusi.
30 maja 1993 w Użhorodzie utworzono autonomiczny wobec Ukrainy parlament liczący 51 deputowanych. Na czele rządu stanął prof. Iwan Turjanica w skład rządu weszli również działacze rusińscy Tibor Ondyk, Wasyl Soczka-Borżawin, Jirij Dumnicz, Wasyl Mogorita, Jewgienij Gorżanin oraz Wasyl Biłak. Rząd Tymczasowy zgłosił również deklarację przystąpienia do Wspólnoty Niepodległych Państw. Rząd powstał przy współudziale i poparciu Związku Rusinów Podkarpackich oraz mniejszości narodowych Zakarpacia: słowackiej, węgierskiej, romskiej, rumuńskiej i niemieckiej.
Rząd prof. Iwana Turjanicy został zdelegalizowany przez władze ukraińskie latem 1994. Nowa ukraińska ustawa o partiach i stowarzyszeniach obowiązująca na Ukrainie od roku 1995 utrudnia obecnie wpisywanie do statutów takich postulatów politycznych, które kontestują integralność terytorialną Ukrainy. Ustawa nakłada również obowiązek rejestracji list wyborczych we wszystkich obwodach.
23 grudnia 2008 roku nowy premier-minister Petro Hecko zwrócił się z prośbą do władz Federacji Rosyjskiej o uznanie  niepodległości Podkarpackiej Rusi.